# ناصر محمد سعود
ناصر محمد سعود النينو (مواليد 11 أغسطس 1993)، هو لاعب كرة قدم بحريني يلعب حاليا لصالح نادي الدرجة الثانيه قلالي البحريني ومركزه جناج منذ 2017.